# Jardim das Freiras

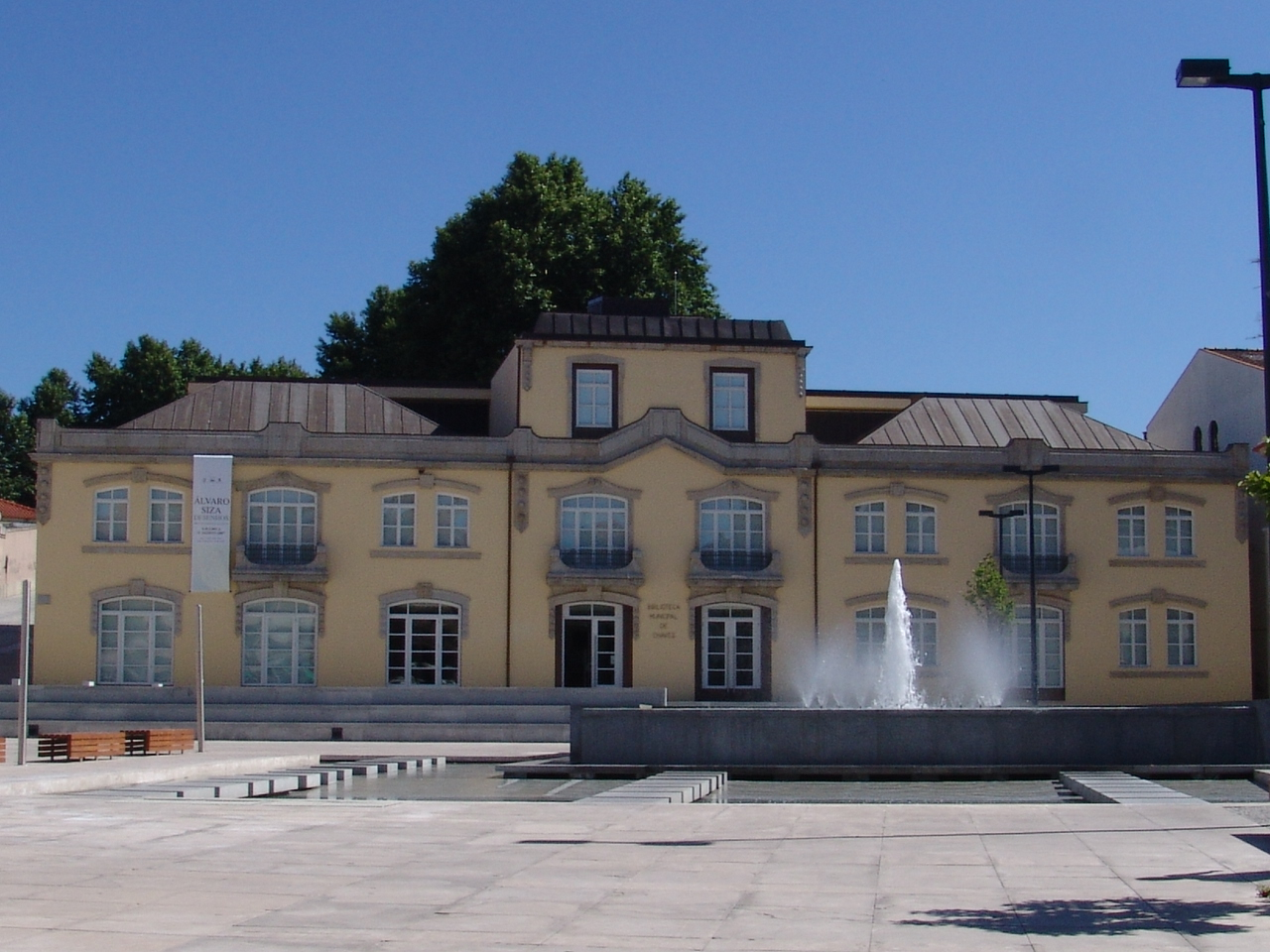
Largo General Silveira (Antigo Jardim das Freiras) e Biblioteca Municipal de Chaves - Portugal

O Jardim das Freiras foi um emblemático jardim, no centro da cidade de Chaves, que, durante mais de 70 anos, coloriu e animou o coração da cidade. Já na primeira década do século XXI, o jardim foi reconvertido em espaço para algumas iniciativas culturais. O Jardim das Freiras permanece como um espaço de memórias e lazer transversais a dezenas de gerações.
| “ | Chaves é também uma cidade jardim. Já considerada como uma das mais floridas urbes da Europa, a cidade de Trajano ostenta belos espaços ajardinados, de entre os quais se destaca a zona envolvente à Torre de Menagem. Uma das zonas nobres é o Jardim das Freiras, actualmente em obras. Em pleno centro da cidade é o local por onde deambula quem quer encontrar um amigo para dois dedos de conversa. Este jardim foi construído originalmente nos meados do século passado, junto ao que então era um antigo convento, hoje Escola Secundária Fernão de Magalhães. | ” |